# Claudia Mori
Claudia Mori (ur. 12 lutego 1944 w Rzymie) – włoska aktorka. Jest żoną Adriano Celentano. Ich córką jest Rosalinda Celentano. W 1970 Claudia Mori wygrała Festiwal Piosenki Włoskiej w San Remo wykonując wspólnie z Adriano Celentano piosenkę "Chi non lavora non fa l'amore".

## Filmografia
- 1985: Joan Lui - ma un giorno nel paese arrivo io di lunedì jako Tina Foster
- 1980: Locandiera, La jako Mirandolina
- 1979: Krwawa linia jako Donatella
- 1978: Geppo il folle jako Marcella
- 1976: Wariaci i kochankowie
- 1975: Yuppi du jako Adelaide
- 1973: Peppino podbija Amerykę jako Rosita
- 1973: Rugantino jako Rosina
- 1971: Er più: storia d'amore e di coltello
- 1964: Super rapina a Milano
- 1964: Donde tú estés jako Lisa Branzeri
- 1963: Magnifico avventuriero, Il jako Piera
- 1963: Ursus nella terra di fuoco jako Mila
- 1963: Przygoda w motelu
- 1963: Strano tipo, Uno jako Emanuela Mazzolani
- 1962: Amore difficile, L jako La squillo
- 1962: Leggenda di Fra Diavolo, La jako Luisa
- 1962: Ostatnie dni Sodomy i Gomory jako Maleb
- 1961: Incensurati, Gli
- 1960: Corazziere, Il
- 1960: Rocco i jego bracia jako pracownica pralni
- 1959: Cerasella jako Cerasella